# 考昂·桑托斯
考昂·莫赖斯·维埃拉·多斯桑托斯（葡萄牙語：Kauã Morais Vieira dos Santos，2003年4月11日—）通称考昂·桑托斯，是一位巴西足球运动员，自2023-24赛季起效力于德甲俱乐部法兰克福，并曾入选巴西20岁以下国家足球队，于场上司职门将。

## 俱乐部生涯
桑托斯自7岁开始踢五人制足球，最初司职非门将位置。其后，他改任守门员，为沃尔塔雷东达的青年队效力，并曾前往米内罗竞技试训。 2020年，17岁的桑托斯加入法林明高競賽會的青训营。他迅速脱颖而出，与俱乐部签订了一份期至2024年2月届满的合同。
2023年8月，桑托斯转战欧陆，与德甲俱乐部法兰克福签订了一份为期五年的合同。在2023-24赛季，他是一线队的成员，但仅是顺位排在凯文·特拉普、延斯·格拉尔和西蒙·西蒙尼之后的第四门将。因此，尽管当季桑托斯尚未及代表法兰克福一线队参加过正式比赛，却已经为法兰克福二队在第四级的西南地区联赛出场13次。
2024-25赛季，桑托斯被提升为继凯文·特拉普之后的二号门将。2024年9月14日，他在德甲对阵沃尔夫斯堡的比赛中完成代表法兰克福一线队的首秀，于下半场伊始时入替受伤的特拉普登场。在接下来的几周内，直到2024年10月中旬，由于特拉普的伤情，桑托斯在法兰克福所有正式比赛中均担任正印守门员，并表现出色——包括在欧洲联赛中客场3-1战胜贝西克塔什，以及在德甲联赛中3-3逼平拜仁慕尼黑。有及于此，他被评为2024年9月的德甲最佳新秀。
2024年10月初，桑托斯与法兰克福的合同提前续签至2030年6月30日。

## 国家队生涯
桑托斯曾入选巴西20岁以下国家足球队，并随队参加了2023年U-20世界杯和南美青年锦标赛。尽管巴西队赢得了南美青年锦标赛冠军，但他在赛事中并未获得出场机会。